# Adrien Maurice de Noailles
Adrien Maurice de Noailles, 3ème duc de Noailles , francoski general, politik in pisatelj, * 29. september 1678, † 24. junij 1766.
Med aprilom in novembrom 1744 je bil minister za zunanje zadeve Francije.